# Nikita Andréyev
Nikita Andreev (Narva, Estonia, 22 de septiembre de 1988) es un futbolista estonio nacionalizado ruso que actualmente juega en el T. J. K. Legion de la Meistriliiga.

## Carrera

### Carrera juvenil
Andreev empezó jugando para el equipo de su ciudad natal, el PSK (Sports School Paemurru) en 1995 y de 2002 a 2005 para el FC Narva, antes de fichar por el Ajax Lasnamäe en 2005. Marcó 29 goles en 32 partidos en su debut en la Esiliiga siendo el máximo goleador del campeonato con 10 goles de margen sobre el siguiente. Después del gran final de liga con su equipo`, le ganó el play-off de ascenso al FC Kuressaare y ascendió a la Meistriliiga. Al término de la temporada fichó por el equipo rival del FC Levadia Tallinn.

### Levadia Tallinn

#### Temporada 2006
Después de su traspaso desde el Ajax Lasnamäe, Andreev jugó 5 partidos con el FC Levadia Tallinn en las rondas de la Copa de la UEFA 2006-07 en sus enfrentamientos contra el FC Haka finlandés y el FC Twente holandés, antes de caer en primera ronda contra el Newcastle. Terminó su temporada de debut con 17 goles en 27 partidos.

#### Temporada 2007
Jugó dos partidos con el CSKA Moscú en la CIS Cup de 2007, haciendo una prueba con el club, pero no convenció a su entrenador Valery Gazzaev y volvió al FC Levadia Tallinn. Finalizó la temporada con 13 goles en 19 partidos.

#### Temporada 2008
Jugó la primera ronda clasificatoria de la UEFA Champions League 2008-09 con el FC Levadia Tallinn perdiendo contra el equipo irlandés del Drogheda United. Andreev hizo su mejor temporada en la Meistriliiga marcando 22 goles en 30 partidos, quedando segundo en la tabla de máximos goleadores.

#### Temporada 2009
Marcó 17 goles en 17 partidos antes de ser vendido a la UD Almería para jugar en su filial de Tercera división en agosto de 2009.

### Almería B
Jugó en el filial y llevó el número 19.

## Clubes
| Club                 | País    | Año       |
| -------------------- | ------- | --------- |
| F. C. Ajax Lasnamäe  | Estonia | 2005      |
| F. C. Levadia Tallin | Estonia | 2006-2009 |
| U. D. Almería "B"    | España  | 2009-2011 |
| F. C. Tyumen         | Rusia   | 2012-2014 |
| F. C. Sokol Saratov  | Rusia   | 2014      |
| F. C. Tambov         | Rusia   | 2014-2017 |
| F. C. Levadia Tallin | Estonia | 2017-2019 |
| C. F. Intercity      | España  | 2020      |
| T. J. K. Legion      | Estonia | 2020-     |